# Brûler les planches
Brûler les planches est un documentaire français réalisé par Gabriel Garran et sorti en 1983.

## Synopsis
Témoignages d'apprentis comédiens sur leurs motivations, leurs joies et leurs difficultés.

## Fiche technique
- Titre : Brûler les planches
- Réalisation : Gabriel Garran
- Photographie : Bernard Blaise et Jean-Marie Estève
- Musique : Henri Texier
- Montage : Estelle Altman et Dominique Greussay
- Production : Théâtre de la Commune - Stéphan Films
- Pays d'origine :  France
- Format : Couleur - 16 mm
- Genre : documentaire
- Durée : 71 minutes
- Date de sortie : France – 12 octobre 1983